# Чердаки (Аліковський район)
Черда́ки (рос. Чердаки, чув. Чартак) — присілок у складі Аліковського району Чувашії, Росія. Входить до складу Кримзарайкінського сільського поселення.
Населення — 59 осіб (2010; 72 у 2002).
Національний склад:
- чуваші — 97 %